# Private Dancer (singel)
Private Dancer – ballada poprockowa Tiny Turner, wydana w 1984 roku jako singel promujący album pod tym samym tytułem.

## Charakterystyka
Piosenka opowiada o prostytutce bądź striptizerce, która samą siebie określa jako prywatną tancerkę. Podmiot liryczny opisuje, jak pusto się czuje. W przeciwieństwie do innych solowych piosenek Tiny Turner „Private Dancer” nie odnosiło się do jej życia.
W utworze jest budowane napięcie: piosenka zaczyna się cicho i spokojnie, a punkt kulminacyjny osiąga w łączniku. Cechą charakterystyczną utworu jest delikatny wokal.
Zdaniem Stewarta Masona z AllMusic John S. Carter w etapie produkcji starał się naśladować Dire Straits. Znajdujące się w piosence gitarowe solo Mark Knopfler określił jako „drugie najgorsze w historii”.

## Powstanie
Piosenkę napisał Mark Knopfler dla zespołu Dire Straits. Jednakże po nagraniu demo Knopfler przekonał się, że utwór źle brzmi w męskim wykonaniu. Kiedy muzyk spotkał się z Tiną Turner i odtworzył jej demo, ta przyznała mu rację, iż utwór powinna zaśpiewać kobieta. Następnie Turner zgodziła się zaśpiewać piosenkę na jej solowy album, chociaż była przekonana, iż utwór nie opowiada o prostytutce, a o rzeczywistej prywatnej tancerce.
W nagraniu utworu uczestniczyli członkowie Dire Straits: John Illsley (bas), Terry Williams (perkusja), natomiast Mark Knopfler nie wziął w nim udziału. Partie solowe na gitarze zagrał Jeff Beck.

## Teledysk
Do piosenki nakręcono teledysk, którego reżyserem został Brian Grant, a producentem Pam James. Ujęcia powstały w Rivoli Ballroom w Lewisham na przedmieściach Londynu. W klipie Tina Turner gra zmęczoną, bladą kobietę, która tańczy z mężczyzną. Po chwili zaczyna śnić i przeżywa kilka scen, ubrana w cekinową suknię. Następnie budzi się, widzi rzeczywistość i odwracając się od partnera, wybiega z pokoju.

## Wydanie
Piosenka została jako piąty singel z albumu Private Dancer. W Niemczech singel wydano w październiku 1984 roku, w Stanach Zjednoczonych w listopadzie 1984 roku, a w Wielkiej Brytanii w styczniu 1985 roku. Utwór był promowany w różnych programach telewizyjnych. Na europejskiej wersji singla stronę B stanowiła niewydana wcześniej piosenka pt. „Keep Your Hands Off My Baby”, nagrana w 1982 roku. Istniały również wersje singla, w których stronę B stanowił jeden lub więcej utworów koncertowych – nagrano je w Chicago 2 sierpnia 1984 roku.
Z uwagi na zakaz reklam firm w Wielkiej Brytanii, wers „American Express will do nicely, thank you“ został na rynku brytyjskim zamieniony na „a few pounds sterling will do nicely, thank you“. Ta wersja była nadawana w brytyjskim radio, a na singlu została określona jako Sterling version. Pozostałe wydania zatytułowano Amex version.

## Pozycje na listach przebojów
| Lista             | Pozycja | Źródło |
| ----------------- | ------- | ------ |
| Australia         | 21      | [ 4 ]  |
| Belgia (Flandria) | 5       | [ 6 ]  |
| Holandia          | 4       | [ 6 ]  |
| Irlandia          | 14      | [ 7 ]  |
| Kanada            | 11      | [ 8 ]  |
| Niemcy            | 20      | [ 6 ]  |
| Nowa Zelandia     | 5       | [ 6 ]  |
| Polska            | 4       | [ 9 ]  |
| Stany Zjednoczone | 7       | [ 2 ]  |
| Wielka Brytania   | 26      | [ 2 ]  |

## Covery i wykorzystanie
Sample piosenki wykorzystali m.in.: Brand Nubian („Step to the Rear”, 1990), 2 Live Crew („Be My Private Dancer (Remix)”, 1998), Jodarok („Reissuviisu”, 2004), Masta Ace („Got to Be Me”, 2008) i Flo Rida („Gotta Get It (Dancer)”, 2009). Nagrano także kilkanaście coverów utworu. Dokonali tego m.in.: Kai Hyttinen (1985, jako „Tanssikeikka”), Amii Stewart (1994), Global.Kryner (2004), Gennaro Cosmo Parlato (2006), Bastille (2012, jako „Free”), Angela Groothuizen (2013) i Meshell Ndegeocello (2018).